# Wunderlist
Wunderlist  était une application web et mobile conçue afin de permettre le travail personnel ou d'équipe. Elle était à la fois un gestionnaire de projet et un gestionnaire de tâches. Elle permettait aux utilisateurs de gérer leurs tâches à partir d'un smartphone, d'une tablette ou d'un ordinateur.
Wunderlist a été créé en 2010 par une start-up, 6Wunderkinder,, basée à Berlin, Allemagne, rachetée en 2015 par Microsoft mais qui annonce la fermeture de son service à partir du 6 mai 2020, soit 5 ans plus tard. Elle sera remplacée à terme par Microsoft To Do (en).

## Fonctions principales
- Hiérarchisation des tâches
- Hiérarchisation de sous-tâches
- Prise de notes au sein des tâches
- Partage de fichiers
- Discussions entre collaborateurs
- Rappels et notifications
- Synchronisation sur le cloud et les appareils

## Plateformes supportées
L'application permet la synchronisation des données et fonctionne sur iPhone, iPad, Mac, Windows, Android et FireOS. Elle peut également être utilisée avec un simple navigateur Web.

## Historique
La première version de Wunderlist a été lancée le 9 novembre 2010. 
Le 1er juin 2015, Microsoft acquiert 6Wunderkinder, l'éditeur de Wunderlist, pour une somme comprise entre 100 et 200 millions de dollars américains.
Microsoft annonce en avril 2017 Microsoft To Do (en), une application de gestion de tâches multiplateforme développée par l'équipe de Wunderlist qui remplacera à terme Wunderlist.